# Carnaval de Badajoz 2015
La XXXV edición del carnaval de Badajoz comenzó oficialmente el 13 de febrero de 2015 y finalizó el 17 de febrero de 2015.

## Pregón
El encargado del pregón fue David Gascón, "Copito", jugador de fútbol del Club Deportivo Badajoz.

## Candelas

### Candelas de la Margen derecha y Tamborada
Las candelas de la margen derecha y la tamborada se realizaron el día 31 de enero de 2015.

En la tamborada participaron nueve comparsas, siendo la vencedora de esta edición, por segundo año consecutivo, la comparsa Yuyubas, el podio lo completaron las comparsas Los Mismos y Los Pirulfos.
| Pos. | Comparsa            | Clas. |
| ---- | ------------------- | ----- |
| 1    | La Movida           | 9º    |
| 2    | Los Mismos          | 2º    |
| 3    | Cambalada           | 8º    |
| 4    | Los Pirulfos        | 3º    |
| 5    | Infectos Acelerados | 6º    |
| 6    | La Kochera          | 7º    |
| 7    | Lancelot            | 4º    |
| 8    | Moracantana         | 5º    |
| 9    | Yuyubas             | 1º    |

### Candelas de Santa Marina
Las candelas de Santa Marina se celebraron el sábado 7 de febrero, realizándose tras la quema del marimanta, la "X Muestra de Percusión Ciudad de Badajoz" en un escenario que se montó en la Plaza de Conquistadores.

## Concurso de Murgas

### Preliminares (02/02/2015 - 03/02/2015)
Lunes, 2 de febrero:
| Pos. | Murgas        |
| ---- | ------------- |
| 1    | Los Mirinda   |
| 2    | Los 3W        |
| 3    | La Mascarada  |
| 4    | A contragolpe |
| 5    | Los Taifas    |
| 6    | Las Ladies    |

Martes, 3 de febrero:
| Pos. | Murgas        |
| ---- | ------------- |
| 1    | Los Niños     |
| 2    | La Galera     |
| 3    | Murguer Queen |
| 4    | Los Chungos   |
| 5    | Water Closet  |
| 6    | Marwan        |

Miércoles, 4 de febrero:
| Pos. | Murgas             |
| ---- | ------------------ |
| 1    | Dakipakasa         |
| 2    | Yo no salgo        |
| 3    | Las Nenukas        |
| 4    | Ese Es El Espíritu |
| 5    | Los Chalaos        |
| 6    | La Callejita       |

Jueves, 5 de febrero:
| Pos. | Murgas            |
| ---- | ----------------- |
| 1    | Krma              |
| 2    | Los Indecisos     |
| 3    | Los Espantaperros |
| 4    | Serendipity       |
| 5    | Los Camballotas   |
| 6    | Las Chimixurris   |

Viernes, 6 de febrero:
| Pos. | Murgas           |
| ---- | ---------------- |
| 1    | Los Murallitas   |
| 2    | No Somos Nadie   |
| 3    | Las Polichinelas |
| 4    | Al Maridi        |
| 5    | Pa 4 días        |
| 6    | Las Sospechosas  |

### Semifinales (09/02/2015 - 11/02/2015)
Lunes, 9 de febrero:
| Pos. | Murgas       |
| ---- | ------------ |
| 1    | Los Mirinda  |
| 2    | Los 3W       |
| 3    | Los Niños    |
| 4    | La Galera    |
| 5    | Los Chungos  |
| 6    | Water Closet |

Martes, 10 de febrero:
| Pos. | Murgas             |
| ---- | ------------------ |
| 1    | Marwan             |
| 2    | Dakipakasa         |
| 3    | Ese Es El Espíritu |
| 4    | Los Chalaos        |
| 5    | Los Espantaperros  |
| 6    | Serendipity        |

Miércoles, 11 de febrero:
| Pos. | Murgas          |
| ---- | --------------- |
| 1    | Los Camballotas |
| 2    | Las Chimixurris |
| 3    | Los Murallitas  |
| 4    | No Somos Nadie  |
| 5    | Al Maridi       |
| 6    | Pa 4 días       |

### Final (13/02/2015)
La final se celebrará el día viernes, 13 de febrero
| Pos. | Murgas          | Clas. | Clas.             |
| ---- | --------------- | ----- | ----------------- |
| 1    | Los 3W          | 5º    |                   |
| 2    | Los Niños       | 3º    | Medalla de bronce |
| 3    | Los Chungos     | 6º    |                   |
| 4    | Water Closet    | 2º    | Medalla de plata  |
| 5    | Dakipakasa      | 8º    |                   |
| 6    | Los Camballotas | 7º    |                   |
| 7    | Los Murallitas  | 4º    |                   |
| 8    | Al Maridi       | 1º    | Medalla de oro    |

## Desfiles de comparsas

### Desfile de comparsas Infantil (13/02/2015)
| Pos. | Artefactos                                            | Clas.      |
| ---- | ----------------------------------------------------- | ---------- |
| 1    | Los Pío Pío                                           |            |
| 2    | Caribe                                                |            |
| 3    | Bamboleo                                              |            |
| 4    | Dekebais                                              | 5º premio  |
| 5    | Lancelot                                              |            |
| 6    | Ke ratito más agradable cuando me rebotan las pelotas |            |
| 7    | El Vaivén                                             |            |
| 8    | Los Pirulfos                                          | 2º premio  |
| 9    | Wailuku                                               |            |
| 10   | Shantala                                              |            |
| 11   | Yuyubas                                               |            |
| 12   | Infectos Acelerados                                   |            |
| 13   | Las Monjas                                            |            |
| 14   | Los Mismos                                            |            |
| 15   | Cambalada                                             |            |
| 16   | Moracantana                                           |            |
| 17   | Los Lingotes                                          | 1er premio |
| 18   | Umsuka-Imbali                                         |            |
| 19   | Montihuakán                                           |            |
| 20   | Donde vamos la liamos                                 |            |
| 21   | Los Riki's                                            |            |
| 22   | Los Soletes                                           |            |
| 23   | Atahualpa                                             | 4º premio  |
| 24   | Balumba                                               |            |
| 25   | Vas como quieres                                      | 3er premio |
| 26   | Desertores                                            |            |
| 27   | El Recreo                                             |            |
| 28   | La Bullanguera                                        |            |
| 29   | Caretos Salvavidas                                    |            |
| 30   | Yakaré                                                |            |
| 31   | La Kochera                                            |            |
| 32   | La Fussión                                            |            |
| 33   | La Movida                                             |            |

### Gran desfile de comparsas, grupos menores y artefactos (15/02/2015)
El desfile de comparas, grupos menores y artefactos saldrá el domingo 15 de febrero a las 12 de la mañana, realizando el siguiente recorrido: Salida en la confluencia del Puente de la Universidad con la Avenida Santa Marina, Enrique Segura Otaño, Avenida de Europa, Plaza Dragones Hernán Cortés.
| Pos. | Comparsa              | Clas.                 |
| ---- | --------------------- | --------------------- |
| 1    | Caretos Salvavidas    |                       |
| 2    | Dekebais              |                       |
| 3    | Colorido sobre ruedas |                       |
| 4    | Marabunta             | 7º accésit            |
| 5    | Lancelot              |                       |
| 6    | Los Pío Pío           |                       |
| 7    | Balumba               |                       |
| 8    | Batala Badajoz        |                       |
| 9    | Saqqora               | 11º accésit           |
| 10   | Tarakanova            |                       |
| 11   | Donde vamos la liamos | 4º accésit            |
| 12   | Yakaré                |                       |
| 13   | Las Monjas            | 1er premio            |
| 14   | Wailuku               | 3er accésit           |
| 15   | La Pava and Company   |                       |
| 16   | Vas como quieres      | 6º accésit            |
| 17   | Shantala              | 9º accésit compartido |
| 18   | La Kochera            | 2º accésit            |
| 19   | Los Tukanes           | 5º accésit compartido |
| 20   | Yuyubas               | 13º accésit           |
| 21   | Umsuka-Imbali         |                       |
| 22   | Los Lingotes          | 3er premio            |
| 23   | Los SuperKK           |                       |
| 24   | El Vaivén             |                       |
| 25   | Los Makumbas          |                       |
| 26   | La Bullanguera        | 12º accésit           |
| 27   | Bakumba               |                       |
| 28   | Achikitú              |                       |
| 29   | Vendaval              |                       |
| 30   | Infectos Acelerados   |                       |
| 31   | Cambalada             | 5º accésit compartido |
| 32   | Los Mismos            | 4º premio             |
| 33   | Los Colegas           |                       |
| 34   | Moracantana           |                       |
| 35   | Atahualpa             | 5º premio             |
| 36   | La Movida             |                       |
| 37   | Desertores            |                       |
| 38   | Los Soletes           | 10º accésit           |
| 39   | Montihuakán           | 8º accésit            |
| 40   | Caribe                | 1er accésit           |
| 41   | Los Riki's            |                       |
| 42   | Bamboleo              |                       |
| 43   | Los de siempre        |                       |
| 44   | La Fussión            | 9º accésit compartido |
| 45   | Los Pirulfos          | 2º premio             |
| 46   | Riau-Riau             |                       |

| Pos. | Grupos menores                                                      | Clas.      |
| ---- | ------------------------------------------------------------------- | ---------- |
| 1    | No semos nadie On Tour                                              |            |
| 2    | Este año los Chirigallos llegan a tiempo                            | 3er premio |
| 3    | Asociación “Grupo Scoout 596 Al-Basharnal” – Tortugas Nija Sudantes |            |
| 4    | A Baluarte carnavalero este año no le pilla el toro                 |            |
| 5    | Marwan                                                              |            |
| 6    | Dekefuistis                                                         | 4º premio  |
| 7    | Los Chalaos                                                         |            |
| 8    | Peña La Uralita                                                     |            |
| 9    | La Caidita (La Arcaidita de Noé)                                    |            |
| 10   | A mi bola                                                           | 6º premio  |
| 11   | Las Ladies                                                          | 5º premio  |
| 12   | Dakipakasa                                                          |            |
| 13   | Los Indecisos                                                       |            |
| 14   | Los Lokitos                                                         | 1er premio |
| 15   | Los Amigüitos                                                       | 2º premio  |

| Pos. | Artefactos                                            | Clas.      |
| ---- | ----------------------------------------------------- | ---------- |
| 1    | El Alboroto                                           |            |
| 2    | Mascachapas Cake e Hijos SL                           |            |
| 3    | Trimoto                                               | 3er premio |
| 4    | Pa 4 días en el Jartamión de Jacinto Gorrión          |            |
| 5    | Más pallá que pacá                                    |            |
| 6    | Los Niños                                             |            |
| 7    | La Brigada Antiardores                                |            |
| 8    | Aprisa y corriendo                                    | 1er premio |
| 9    | El Carpaso                                            |            |
| 10   | Los Sin Trineo                                        |            |
| 11   | El camión de la Brigada                               |            |
| 12   | Los Loleros                                           | 2º premio  |
| 13   | Peña el Rayo                                          |            |
| 14   | La Caidita (La Arcaidita de Noé)                      |            |
| 15   | Ad Libitum                                            |            |
| 16   | Ke ratito más agradable cuando me rebotan las pelotas |            |
| 17   | Los Waltrapas                                         |            |
| 18   | La Batiera                                            |            |

## Entierro de las Sardinas
Con el entierro de las sardinas se finalizaron los carnavales, realizándose el martes día 17/02/2015.
| Predecesor: Carnaval de Badajoz 2014 | Carnaval de Badajoz 2015 | Sucesor: Carnaval de Badajoz 2016 |